# Neve Tzedek Tower
Neve Tzedek Tower (hebr. מגדל נווה צדק; nazywany także Migdal Nehushtan) – wieżowiec w osiedlu Newe Cedek w mieście Tel Awiw, w Izraelu.

## Historia

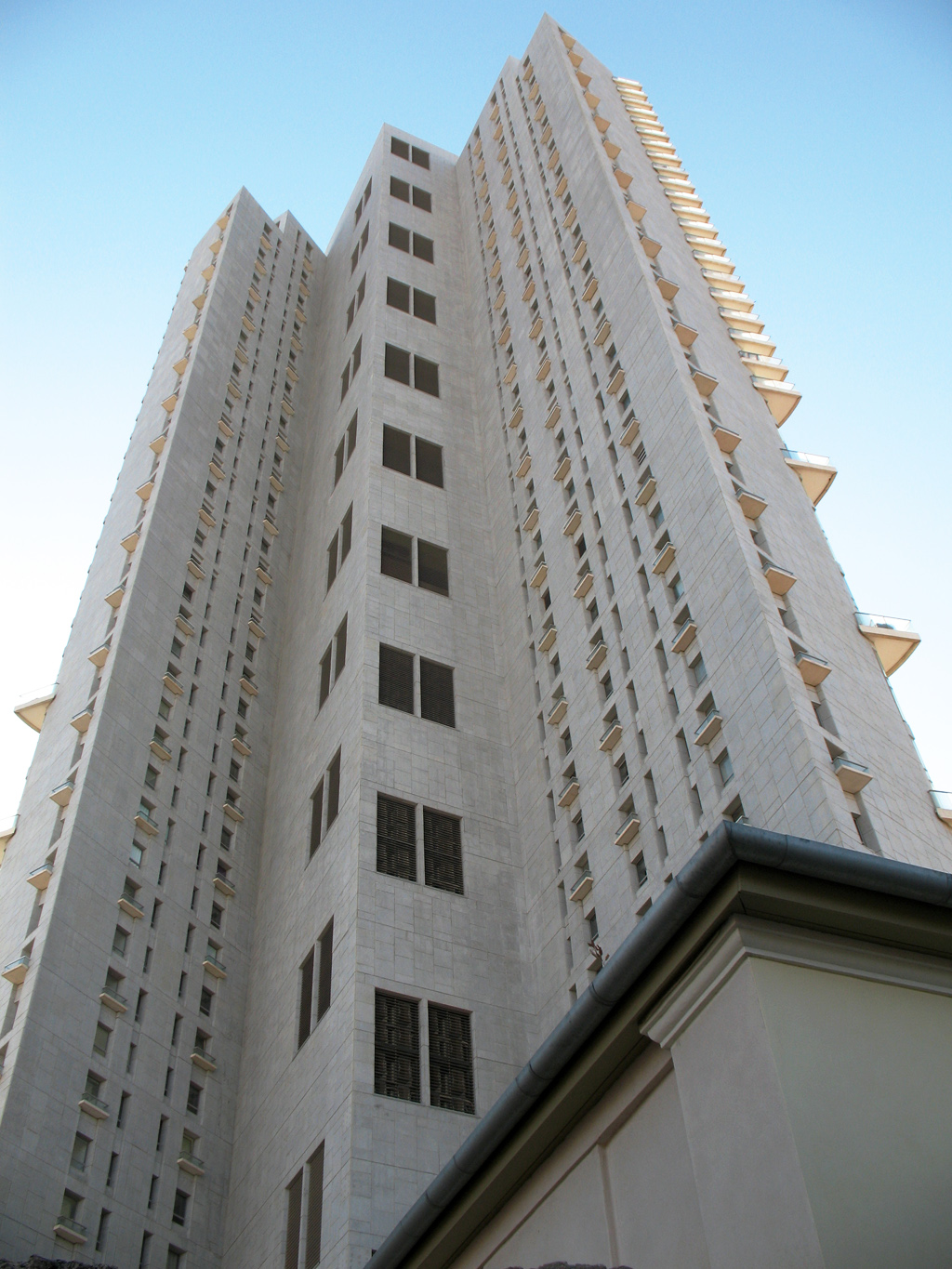
Neve Tzedek Tower

Wieżowiec został wybudowany w latach 2003–2007 w rejonie wadi, którym w przeszłości przebiegała linia kolejowa z Jafy do Jerozolimy. Podczas budowy wieżowca odrestaurowano trzy sąsiednie historyczne budynki. Pomimo to, budowa tak wysokiego budynku w bezpośrednim sąsiedztwie zabytkowej dzielnicy wywołała liczne dyskusje i protesty.
Podczas budowy wieżowca, 2 marca 2006, załamał się dźwig, powodując śmierć dwóch robotników. Była to jedna z większych katastrof budowlanych w Izraelu.

## Dane techniczne
Budynek ma 44 kondygnacje i wysokość 147 metrów.
Wieżowiec wybudowano w stylu modernistycznym. Wzniesiono go z betonu. Elewacja jest wykonana w formie ściany kurtynowej stanowiącej jedynie przegrodę klimatyczną.
Budynek jest wykorzystywany jako nowoczesny budynek mieszkalny. Na dziesiątym piętrze znajduje się basen pływacki oraz siłownia.